# Текаш
Текаш, полное наименование Текаш-де-Альваро-Обрегон (исп. Tekax de Álvaro Obregón) — город в Мексике, штат Юкатан, административный центр муниципалитета Текаш. Численность населения, по данным переписи 2010 года, составила 25 751 человек.